# 1989年中国大陆
| 中国历史 / 中国历史年表 |
| 世紀： 19世纪中国 / 20世纪中国 / 21世纪中国 |
| 年代： 1950年代中国大陆 / 1960年代中国大陆 / 1970年代中国大陆 / 1980年代中国大陆 / 1990年代中国大陆 / 2000年代中国大陆 / 2010年代中国大陆                     |
| 年份： 1985年中国大陆 / 1986年中国大陆 / 1987年中国大陆 / 1988年中国大陆 / 1989年中国大陆 / 1990年中国大陆 / 1991年中国大陆 / 1992年中国大陆 / 1993年中国大陆 |
| 纪年： 己巳年（蛇年）、中华人民共和国成立40周年 |

## 黨和國家領導人

### 中國共產黨領導人
- 中共中央總書記：趙紫陽→江澤民
- 中共中央軍委主席：鄧小平
- 中共中央顧問委員會主任：陳雲

### 國家元首
- 國家主席：楊尚昆

### 政府首腦
- 國務院總理：李鵬

## 大事記
- 1月3日——長江葛洲壩水利樞紐工程宣告建成。
- 1月9日——澳門政府宣佈特赦境內所有未滿18歲的非法入境者，大批家長攜同子女前往登記。
- 1月15日——《中華人民共和國香港特別行政區基本法草案》頒佈。
- 3月5日——拉萨示威游行演變为暴力事件，驻八角街武警班长袁石生（藏族）被人毆打致死。
- 3月7日——中華人民共和國國務院宣布拉萨戒严、出动武警和中国人民解放军部队以武力鎮壓平息衝突。
- 4月7日——中國與中華奧林匹克委員會正式達成協議，台灣代表隊以「中華台北」名義，參與國際體育賽事。
- 4月15日——天安门事件：前中国共产党总书记胡耀邦病逝，享年74岁。市民自发前往天安门广场悼念。
- 4月18日——天安门事件：中國數萬學生在天安門廣場集會靜坐，提出民主改革及為胡耀邦平反等七項要求。
- 4月22日——胡耀邦官方悼念会举行，赵紫阳、邓小平、杨尚昆等全体中国高层领导人出席[1]:232-233。
- 4月26日——天安门事件：《人民日报》发表題為《必須旗幟鮮明地反對動亂》的社論，将学生悼念中共總書記胡耀邦的活動定性为动乱。
- 5月14日——蘇聯共產黨中央委員會總書記戈巴契夫訪問中國，這是自1960年代以來第一位蘇聯領袖訪問中國。
- 5月19日——乌鲁木齐市发生骚乱，导致150多人受伤，2000多扇窗户和30多辆机动车损毁。
- 5月19日——天安门事件：中共中央總書記趙紫陽在天安門廣場發言，呼籲學生停止絕食。此乃趙紫陽最後一次公開露面。
- 5月19日——天安门事件：《“五·一九”凶相》：李鹏在电视发表言论，指责学生的反官腐運動為煽动叛乱，引起中國学生及民众反弹，中共當局将本能解决的学潮推向另一个极端。
- 5月21日——颱風布倫達在上川島附近登陸廣東省。
- 5月30日——天安门事件：学生在天安门广场竖立十米高的民主女神塑像。
- 6月3日晚–4日清晨——六四天安门事件：解放军在6月3日晚上10时後，开入天安门广场对进行示威者进行清场。北京长安街、木樨地等处发生军民之间的冲突，造成示威者的嚴重伤亡，引起各國譴責中國鎮壓民運及對中國實施制裁。
- 6月5日——六四天安门事件：5日清晨，一名青年只身阻挡在长安街上行驶的中国军队坦克，该青年事后被称为「王维林」。
- 6月12日——美國華裔網球選手張德培奪得法國網球公開賽男單冠軍。
- 6月24日——中共十三屆四中全會選舉江泽民為中共中央总书记。
- 7月11日——江澤民在出任中共中央總書記後發表「河水不犯井水」的談話。
- 7月28日——中共中央、国务院决定惩治腐败，从国务院所属公司做起，坚决制止高干子女经商[2][3]。
- 8月15日——中國東方航空5510號班機空難在上海虹桥机场发生，导致34人死亡。
- 10月1日——北京在戒嚴氣氛中慶祝中華人民共和國成立四十周年。
- 10月30日——“希望工程”设立。
- 10月31日——六四天安门事件：全国人大常委会紧急立法，出台一部法律——《中华人民共和国集会游行示威法》，该法规定，举行集会、游行、示威，必须提前五日向主管机关提出申请并获得许可。
- 11月9日——中國共產黨十三屆五中全會接受鄧小平辭去中共中央軍委主席職務。
- 12月16日——中國民航981號班機劫機事件：中國民航一架由北京飛往紐約的波音747客機被騎劫，緊急降落日本福冈机场。

## 出生
- 1月1日：山新，本名王宥霽，配音員。

## 逝世
- 4月15日：胡耀邦，政治人物。